# Saccolongo
Saccolongo (Sacołongo in veneto) è un comune italiano di 4 917 abitanti della provincia di Padova in Veneto.

## Origini del nome
Il toponimo del comune viene riportato per la prima volta in due donazioni del 1083 e in un atto notarile del 1088, ma nonostante questo vi sono incertezze riguardo all'origine ed al significato. La prima interpretazione suggerisce che derivi dal termine saccus (sacco) il quale, in tempi antichi, veniva attribuito alle insenature o insaccature formatesi dalle alluvioni provocate dal Bacchiglione. La seconda interpretazione, invece, mette in relazione il termine saccus, col fatto che fosse luogo del regio demanio dove fin da epoca longobarda venivano riscosse le tasse o i tributi spettanti all’erario.

## Storia

### Preistoria ed età antica
Nel territorio di Saccolongo la presenza umana si è radicata in tempi molto antichi, come testimoniano i reperti. Essi sono stati individuati principalmente a Creola, dove la confluenza del Tesina Padovano nel Bacchiglione e il transito di alcune vie di terra permise la formazione di un insediamento dotato di un porto commerciale. Tra i rinvenimenti, spicca una piroga monossile realizzata verso la fine del II millennio a.C. e oggi esposta al Museo Civico di Padova.
Più scarsi i ritrovamenti relativi all'epoca romana. In questo periodo sarebbe esistita, sempre nei dintorni di Creola, una fornace per la produzione di vasellame e laterizi recanti i marchi Cameriana e Servilia. Di certo la zona subì l'influenza di Padova, una delle principali città della X Regio.
La cristianizzazione del territorio viene tradizionalmente ricondotta al protoepiscopo san Prosdocimo (I secolo), anche se la storiografia moderna colloca l'erezione della diocesi patavina nel corso del III secolo. Da questo momento inizia la fondazione delle pievi da cui dipendono varie cappelle e (come testimoniato da un documento del 1147) la chiesa di Creola viene subordinata a quella di Montegalda.

### Medioevo
Ben più recente la storia di Saccolongo capoluogo: si lega al monastero di Santa Maria, fondato verso l'anno Mille dai benedettini dell'abbazia di Santa Giustina per risanare una zona acquitrinosa e disabitata.
Il medioevo si caratterizzò per una notevole instabilità politica, dovuta alla posizione di confine con il territorio di Vicenza. Sappiamo, ad esempio, che Creola ospitò un castello, infeudato dall'imperatore Ottone II a Ingilfredo Conti e distrutto nel 1198 dai Vicentini.
Solo con l'avvento della Repubblica di Venezia, all'inizio del Quattrocento, iniziò un lungo periodo di pace che portò una certa ripresa economica, dovuta anche al rinnovo delle opere di bonifica e delle infrastrutture. Dal punto di vista amministrativo, il Padovano fu suddiviso in podesterie e vicariati; Creola e Saccolongo confluirono nel vicariato di Teolo.
L'unica parentesi bellica fu quella della guerra della Lega di Cambrai. Nel 1512 il condottiero Benedetto Crivelli, avendo tradito i Francesi consegnando Crema ai Veneziani, fu ricompensato con l'investitura del feudo di Creola, confiscandolo al ribelle Artuso Conti. Nel 1516, morto il Crivelli, successe il procuratore di San Marco Alvise Pisani e alla sua famiglia rimase sino alla caduta della Repubblica. A Saccolongo, invece, le casate di proprietari appartenevano soprattutto alla nobiltà padovana (Capodivacca, Capodilista), presenti sin dalla fine del Duecento.
Nonostante tutto, le condizioni delle famiglie contadine rimasero misere, continuamente esposte alle calamità come le pestilenze (memorabili quelle di Quattro, Cinque e Seicento).

### Età moderna
A cavallo di Sette e Ottocento il territorio seguì le sorti del Veneto e attraversò il convulso periodo seguito alla fine della Serenissima.
Dopo la caduta di Napoleone divenne definitivamente austriaco. In questo periodo si segnala l'apertura delle scuole nelle due frazioni, seguite al decreto governativo del 1818 che istituiva l'obbligo dell'insegnamento elementare; tuttavia, come segnalò il parroco di Saccolongo nel 1826, solo un'esigua minoranza dei ragazzi frequentava le lezioni, essendo impiegati sin dalla tenera età nei lavori agricoli.
Del Novecento vanno ricordate la prima e la seconda guerra mondiale, durante le quali il comune pianse circa un centinaio tra morti e dispersi.

### Simboli
Lo stemma e il gonfalone sono stati concessi con decreto del presidente della Repubblica del 19 marzo 1979.
La banda ondata rappresenta il Bacchiglione; la piroga ricorda l'imbarcazione del 1000 a.C. rinvenuta nell'alveo del fiume nel 1950 e ora custodita al Museo Civico di Padova; il capo verde simboleggia la Strada Pelosa che si trova a nord del territorio ; i due bisanti richiamano la moneta corrente in epoca longobarda; la olla evidenzia la frazione di Creola, il cui toponimo deriva da creta ola perché nel luogo si fabbricavano pentole in cotto.
Il gonfalone è un drappo inquartato di rosso e bianco.

## Monumenti e luoghi d'interesse

### Architetture civili
- Villa Zacco Lion (Creola)

Costruzione lunga circa 50 m, che riprende la classica tipologia delle ville venete del XVIII secolo. È caratterizzata da un corpo centrale destinato ad abitazione padronale e da due ali terminanti con una torretta. Al piano terra del corpo centrale è presente un salone passante che mette in comunicazione il giardino frontale con il retrostante brolo. Al piano superiore si trovano le stanze da letto.
Le torrette sono perpendicolarmente fiancheggiate da edifici originariamente destinati alle stalle e abitazione dello stalliere (a destra) e a fienili, deposito attrezzi oltre che all'abitazione del fattore (a sinistra).
- Villa Capodivacca (Saccolongo)

Situato in zona rurale a breve distanza dalla riva meridionale del fiume Bacchiglione, la datazione d’impianto dell’edificio viene situata a metà del Cinquecento, tuttavia fu rimaneggiata nel Settecento. Inizialmente rientrò fra i possessi della cospicua casata dei Capodivacca, attestata in zona fino alla fine del XVI secolo, mentre agli esordi dell'Ottocento passò, per via testamentaria, nelle mani della nobildonna Maria Teresa Candi sposata Zaborra; attualmente appartenuta alla famiglia de Besi.
- Villa Foretti (Creola).

Costruzione posta sulla riva destra del Bacchiglione, risalente al XVII secolo. Il nome perpetua tuttora un casato: i Foretti. Dal 1806 al palazzo padronale venne affiancato un tempietto nel quale era solito raccogliersi in preghiera. Attualmente appartiene alla famiglia Carretta.
- Villa Capodilista (Saccolongo)

Villa di campagna, si contraddistingue per le due colombare, una probabilmente aggiunta per simmetria, ai lati. Attualmente appartenuta dai Levorin.
- Palazzo Marzari (Creola)

Edificio collegato storicamente con la barchessa di villa Pisani per essere stato eretto verosimilmente sull’antico sedime dell’originaria villa appartenente alla famiglia veneziana, che raggiunse una grandissima ricchezza e il massimo splendore nella prima metà del Settecento. Il palazzo, a pianta rettangolare, tradizionalmente ripartita con vano mediale centrale e stanze ai lati, si inserisce nel brolo cintato da un muro in cui si alza l'arco. Per tale elemento rinascimentale è stata da più parti ipotizzata una funzione di arredo quale frons scenae in occasione di rappresentazioni teatrali allestite sul posto.
- Barchessa di villa Pisani (Creola)

Una villa a due piani con torri merlate il quale fu l’antico castello della nobile famiglia padovana Conti in epoca precedente ai rimaneggiamenti tardo seicenteschi operati dai Pisani. Una lunga serie di arcate a pieno sesto poggia su pilastri cui sono addossate mezze colonne ioniche. Una cornice di gronda a dentelli precede la falda del tetto.

### Architetture religiose
- Chiesa parrocchiale di Santa Maria Assunta (Saccolongo)

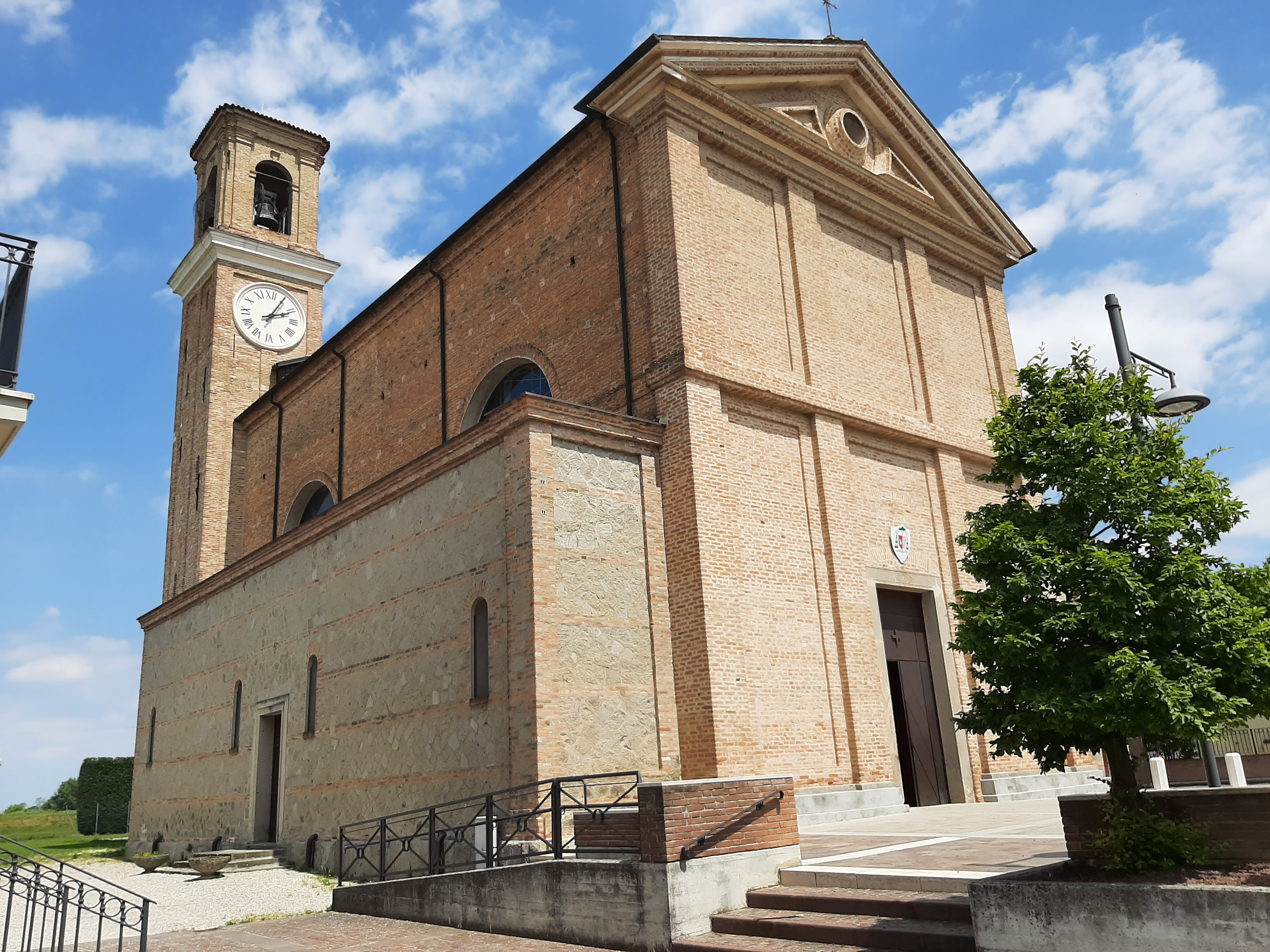
Chiesa parrocchiale di santa Maria Assunta.

Intitolata a Santa Maria Assunta la parrocchiale di Saccolongo, la cui costruzione venne completata nel 1735 sulle preesistenze di una struttura di epoca medievale, come riportato da una lapide infissa nella parete della navata. Le attuali linee architettoniche sono il risultato degli ultimi lavori di ampliamento e ristrutturazione effettuati alla fine degli anni Quaranta del Novecento. L’interno ha una sola navata in stile settecentesco con tre altari, dove il maggiore fu costruito in marmo rosso di Verona e bianco di Carrara. Sopra l'organo è posta la pala raffigurante la Vergine Assunta, opera dell'abate Conte Ferdinando Suman nel 1805. Il soffitto a vela è ornato da un affresco settecentesco di scuola veneziana, raffigurante l’Incoronazione della Vergine.

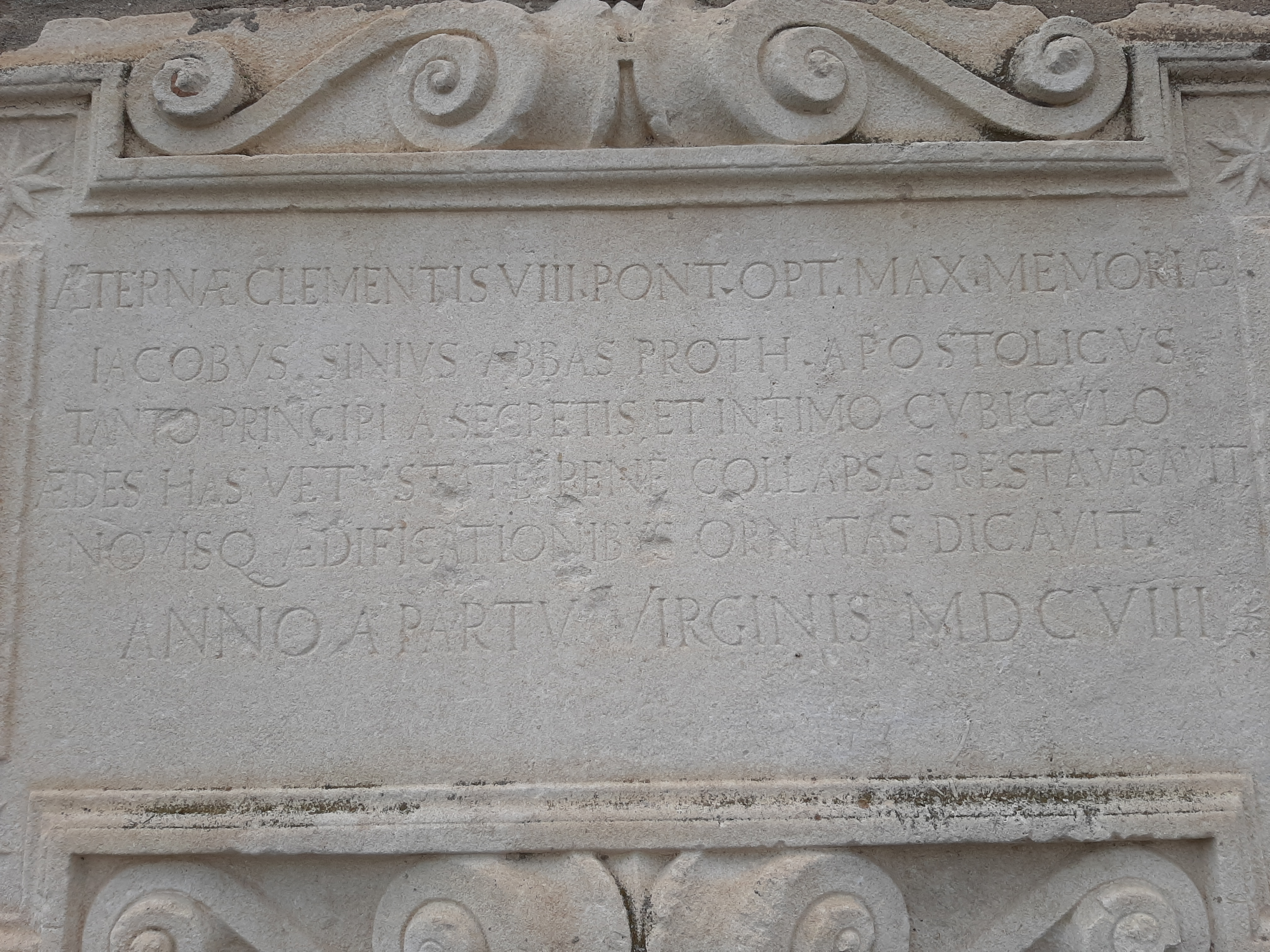
Lapide esterna della chiesa che testimonia la restaurazione del 1608, la scritta riportata in latino dice: "nell’anno 1608 dal parto della Vergine (l’8 settembre), l'abate Jacopo Sinio, Protonotario apostolico e Cameriere segreto di Papa Clemente VIII, la restaurò assieme al monastero di santa Maria".

Sul fianco di ponente della chiesa, si innalza il campanile, inizialmente addossato alla vecchia chiesa di epoca medievale, poi ricostruito così come si desume dalla relazione redatta in occasione della visita pastorale del vescovo Farina nel 1826. Sul campanile sono poste quattro campane: le più antiche sono le due mezzane, risalenti al 1922, rispettivamente di 650 e 427 kg; la maggiore, sostituita nel 1931 e rifusa nel 1963, è di 880 kg, mentre la campana di richiamo, dedicata a san Leopoldo, è datata 1993.
La parrocchia possiede la tela Dio padre e cherubini, riferibile al secondo decennio del XVII secolo, commissionata al noto pittore padovano Pietro Damini, esponente del tardo Rinascimento.
- Chiesa parrocchiale di san Pietro Apostolo (Creola)

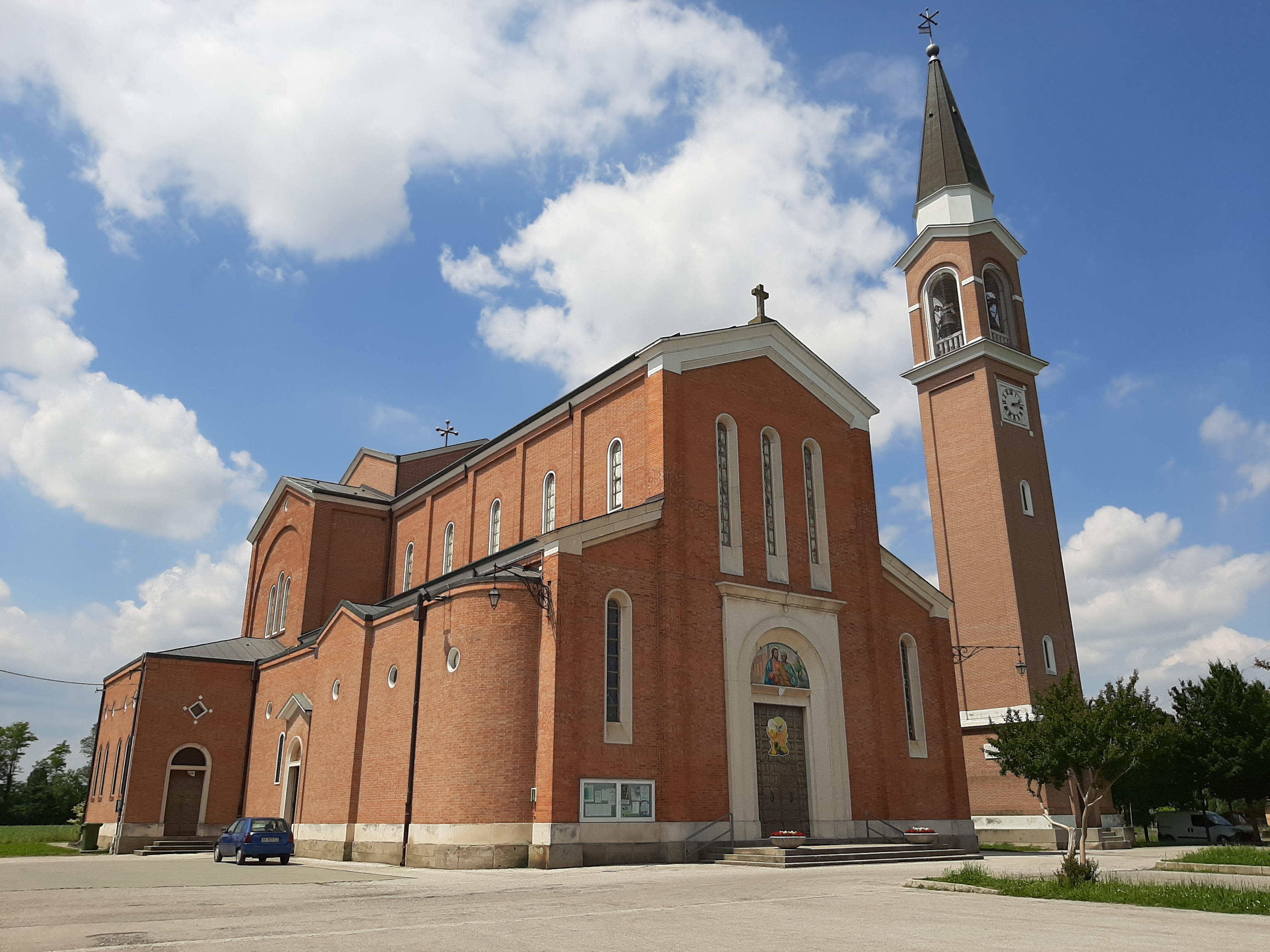
Chiesa parrocchiale San Pietro Apostolo.

Progettata dall'ingegnere Michele Carretta (1904-1989) in stile romanico moderno, è più recente delle due chiese in quanto venne completata alla fine degli anni Trenta del Novecento e inaugurata nel 1943.
Il contitolare della chiesa è san Michele arcangelo dato che era usanza della gente del posto invocare il santo a difesa del fiume.
L'edificio presenta tre navate divise da otto colonne in marmo rosso di Asiago e sul lato destro della chiesa si trova il campanile progettato da Gianni Tommasi e inaugurato nel 1991. All'interno si può vedere una pala d’altare di Gianbattista Ponchini, detto Bazzacco di Castelfranco riferibile alla seconda metà del XVI secolo. Paolo Casadoro progettò nel 1994 i due mosaici raffiguranti la Consegna delle chiavi del Paradiso a san Pietro da parte di Gesù e le Storie di sant'Antonio di Padova. Il catino absidale del presbiterio presenta un'Ultima Cena (1993) di Orlando Sorgato, mentre sull'altare maggiore vi è sempre un'Ultima Cena, stavolta del 1973 commissionata allo scultore padovano Luigi Strazzabosco. La cappella del battistero è affrescata dal pittore padovano Armando Migliolaro, quest' ultimo scampato dalla deportazione nazista.
Accanto alla chiesa si può trovare il monumento che ricorda la tragica caduta di un elicottero militare avvenuta il 20 ottobre 1977. Il manufatto fu ideato da Giacomo Lippi nel 1979 su iniziativa del parroco don Giuseppe Benacchio a ricordo dei cinque aviatori caduti e dello scampato pericolo da parte degli alunni delle vicine scuole.
- Chiesetta di Santa Maria del Carmine, detta del Crivelli (Creola)

Edificio innalzato attorno al primo quarto del Cinquecento su iniziativa di Benedetto Crivelli, noto alla storia per aver tradito il re di Francia Luigi XII a favore della Repubblica di Venezia. La costruzione della chiesetta iniziò dunque durante la permanenza del Crivelli a Creola e fu ultimata qualche giorno prima della sua morte, avvenuta nel 1516.
Alvise Pisani gli subentrò la proprietà e desiderandogli una dignitosa sepoltura, lo seppellì nella sua ex chiesetta: qui fece collocare un maestoso sarcofago in pietra bianca di Carrara che contenesse le sue spoglie mortali. Recenti studi hanno assegnato l’opera allo scultore Lorenzo Bregno, attivo in Veneto nei primi decenni del sedicesimo secolo. Il sarcofago di Creola è ritenuto una delle più alte espressioni della scultura veneta del primo Cinquecento.
La chiesetta del Crivelli si contraddistingue per la facciata principale che presenta un frontone curvilineo in stile lombardesco. Altra soluzione architettonica inconsueta è data dal campanile che poggia direttamente sull’abside a pianta pentagonale. L’interno dell’oratorio presenta una navata unica rettangolare: nell'abside è addossato l'unico altare in marmo bianco di Carrara.
Considerato il valore storico dell’edificio, il comune di Saccolongo ne ha acquisito la proprietà promuovendo un piano di recupero. Ora la chiesetta così restaurata, inserita nel percorso turistico che si snoda lungo gli argini del Bacchiglione, è meta di numerose visite culturali.

## Società

### Evoluzione demografica
Abitanti censiti

## Amministrazione
| Periodo | Periodo | Primo cittadino  | Partito | Carica                  | Note |
| ------- | ------- | ---------------- | ------- | ----------------------- | ---- |
| 1914    | 1920    | Cesare Spagnolo  |         | Sindaco                 |      |
| 1920    | 1926    | Giuseppe Indri   |         | Sindaco                 |      |
| 1926    | 1929    | Giuseppe Indri   |         | Podestà                 |      |
| 1925    | 1936    | Angelo Piccolo   |         | Podestà                 |      |
| 1939    | 1944    | Michele Carretta |         | Podestà                 |      |
| 1944    | 1945    | Pietro Pagin     |         | Commissario prefettizio |      |
| 1945    | 1946    | Alessio De Besi  |         | Sindaco                 |      |

### Sindaci dal 1946
|                                                      | Giorgio Mietto    | Democrazia Cristiana | 1946           | 1946   |
|                                                      | Cesare Bordin     | Democrazia Cristiana | 1946-1952      | (1946) |
| 1951                                                 | Cesare Bordin     | Democrazia Cristiana | 1946-1952      |        |
|                                                      | Sante Cogo        | Democrazia Cristiana | 1952-1956      | (1951) |
|                                                      | Gino Organte      | Democrazia Cristiana | 1956-1964      | 1956   |
| 1960                                                 | Gino Organte      | Democrazia Cristiana | 1956-1964      |        |
|                                                      | Vito Cattiodoro   | Democrazia Cristiana | 1964-1970      | 1964   |
|                                                      | Livio Rossato     | Democrazia Cristiana | 1970-1977      | 1970   |
| 1975                                                 | Livio Rossato     | Democrazia Cristiana | 1970-1977      |        |
|                                                      | Roberto Bezze     | Democrazia Cristiana | 1977-1980      | (1975) |
|                                                      | Livio Gastaldello | Democrazia Cristiana | 1980-1985      | 1980   |
|                                                      | Roberto Peruzzo   | Democrazia Cristiana | 1985-1995      | 1985   |
| 1990                                                 | Roberto Peruzzo   | Democrazia Cristiana | 1985-1995      |        |
| Sindaci eletti direttamente dai cittadini (dal 1995) |                   |                      |                |        |
|                                                      | Germano Zotto     | Centro               | 1995-1999      | 1995   |
|                                                      | Roberto Peruzzo   | Centro               | 1999-2004      | 1999   |
|                                                      | Dorella Turetta   | Centro-destra        | 2004-2014      | 2004   |
| 2009                                                 | Dorella Turetta   | Centro-destra        | 2004-2014      |        |
|                                                      | Elisa Maggiolo    | Centro-destra        | 2014-2019      | 2014   |
|                                                      | Steve Garbin      | Centro-destra        | 2019-in carica | 2019   |

## Sport
Nel gennaio 1979 Saccolongo ospitò le gare del Campionato Mondiale di ciclocross.